# جک لورنس (بازیگر پورنوگرافی)
جک لورنس (انگلیسی: Jack Lawrence؛ زاده ۲۷ ژانویهٔ ۱۹۶۷) یک بازیگر پورنوگرافی است.